# Bloedzuigers
De bloedzuigers (Hirudinea) zijn wormachtige verwanten van de regenworm.
Het grote verschil echter is het feit dat bloedzuigers zuignappen aan beide uiteinden van hun lichaam hebben. Ook bezitten ze vaak tanden. De bloedzuiger ontleent zijn naam aan het feit dat veel soorten zich voeden met bloed uit dieren en/of mensen.
Er zijn twee orden van echte bloedzuigers (Euhirudinea):
- Rhynchobdellida, "kaakloze" bloedzuigers.
- Arhynchobdellida, "proboscisloze" bloedzuigers.

Bloedzuigers worden vooral gevonden in gebieden waar zoet water aanwezig is, al kunnen sommige soorten ook in de zee worden aangetroffen. De meeste bloedzuigers zijn relatief klein, ongeveer 0,5 – 5 cm. Sommige soorten kunnen echter 30 cm lang worden.

## Soorten
Enkele bekende soorten bloedzuigers in de Benelux zijn: de medicinale bloedzuiger, de visbloedzuiger en de paardenbloedzuiger.

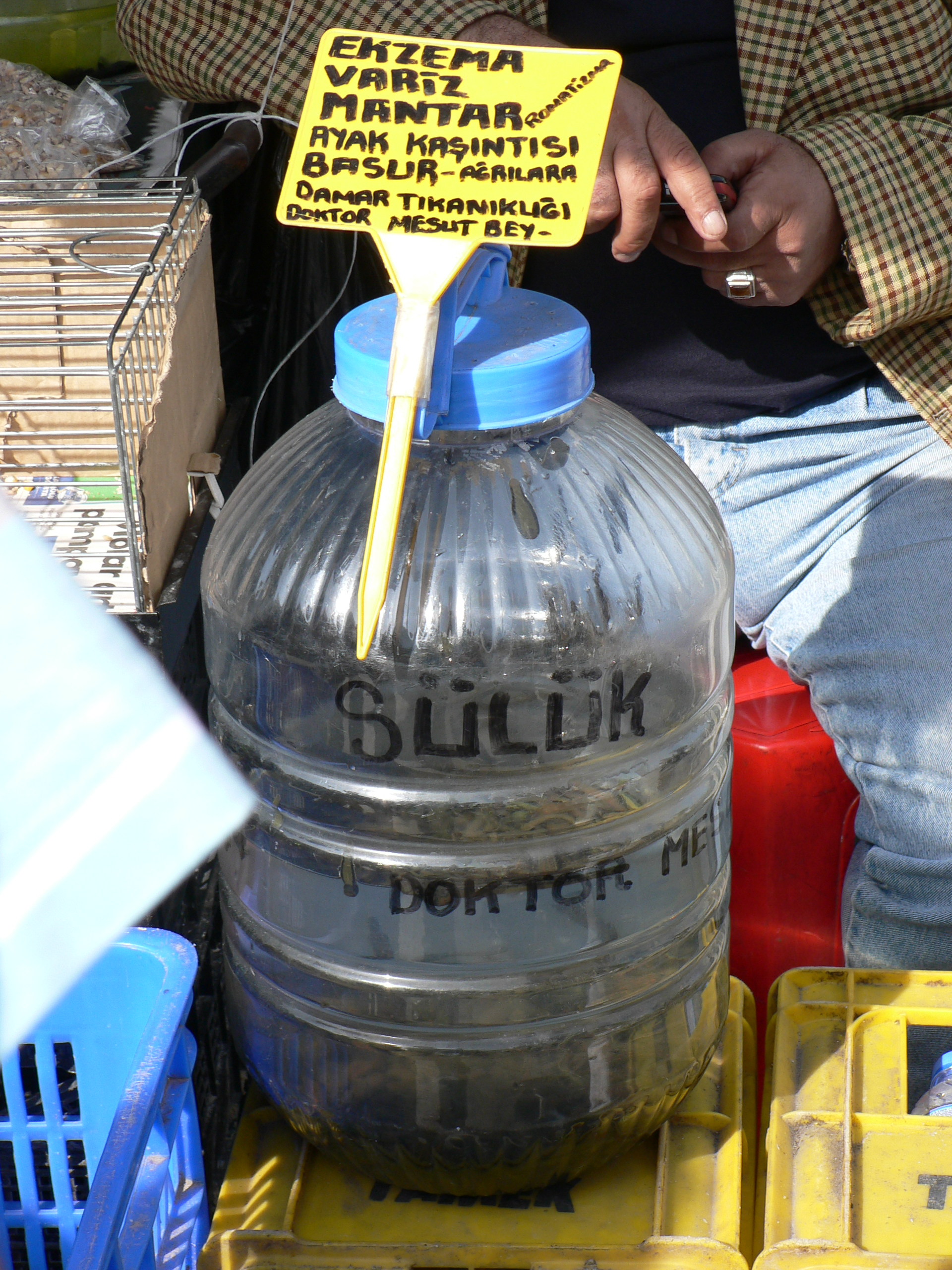
Medicinale bloedzuigers op de dierenmarkt in Istanboel

### Medicinale bloedzuiger
De medicinale bloedzuiger (soms afgescheiden als Hirudo medicinalis) wordt soms nog gebruikt voor aderlatingen. Men zet de bloedzuiger op de huid waarna hij bloed opzuigt. Daarna wordt het bloed eruit geduwd om snelle verzadiging van de bloedzuiger te voorkomen. Aan de hand van het bloed werd vroeger een diagnose gesteld. Een bloedzuiger beschikt over een stof, het zogenaamde hirudine die de bloedstolling tegengaat. Hierdoor is het dier in staat ongestoord te zuigen. Vroeger kon men bloedzuigers in de apotheek kopen. In sommige grote Amerikaanse staten en in Azië wordt de bloedzuiger nog gebruikt. Wel in veel mindere mate dan vroeger. Eind negentiende eeuw werden alleen al in de Parijse ziekenhuizen zo’n zes miljoen bloedzuigers per jaar gebruikt.

#### Voeding
De achterste zuignap bevindt zich aan de achterzijde van het lichaam, de voorste zuignap bevindt zich rondom de mond. Deze mond is met drie aparte kaken uitgerust. Elke kaak bevat een aantal scherpe tanden waarmee de huid van een prooi kan worden doorboord. Het bloed wordt hierna naar binnen gezogen door middel van een gespierde farynx. Deze is vlak achter de mond gesitueerd. Door middel van een in de mond afgescheiden secreet wordt belet dat het bloed van de gastheer stolt voordat de bloedzuiger zijn hele darmkanaal heeft gevuld. Dit heeft elf paar blindzakken, waarin het opgezogen bloed heel lang, zelfs meerdere maanden vrijwel onveranderd blijft.

#### Anatomie
Aan het voorste gedeelte van het lichaam (een hoofd is niet goed te onderscheiden) bevinden zich tien ogen. Bloedzuigers zijn tweeslachtig; paring vindt plaats tussen twee verschillende dieren en is wederkerig. De eieren worden gehuld in broedzakjes die de bloedzuiger meedraagt op zijn buik en later op de bodem van de vijver laat vallen. Bloedzuigers verplaatsen zich door middel van hun zuignappen. Eerst wordt de voorste zuignap op de ondergrond geplaatst, dan trekt hij zijn lichaam samen en plaatst hij de achterste zuignap achter de voorste. Hierna schuift hij zijn lichaam opnieuw naar voren.

#### Voorkomen in Nederland
Medicinale bloedzuigers zijn zeldzaam in Nederland. Het is nog onduidelijk of dit te wijten is aan biotoopvernietiging of het stoppen van de import van bloedzuigers. Ze zijn te herkennen aan de donkergroene rug met roodgele lengtestrepen onderbroken door zwarte stippen. De zeer algemene en ongevaarlijke 'onechte paardenbloedzuiger' Haemopis sanguisuga heeft een egaal donkergroene of zwarte rug.

### Visbloedzuiger

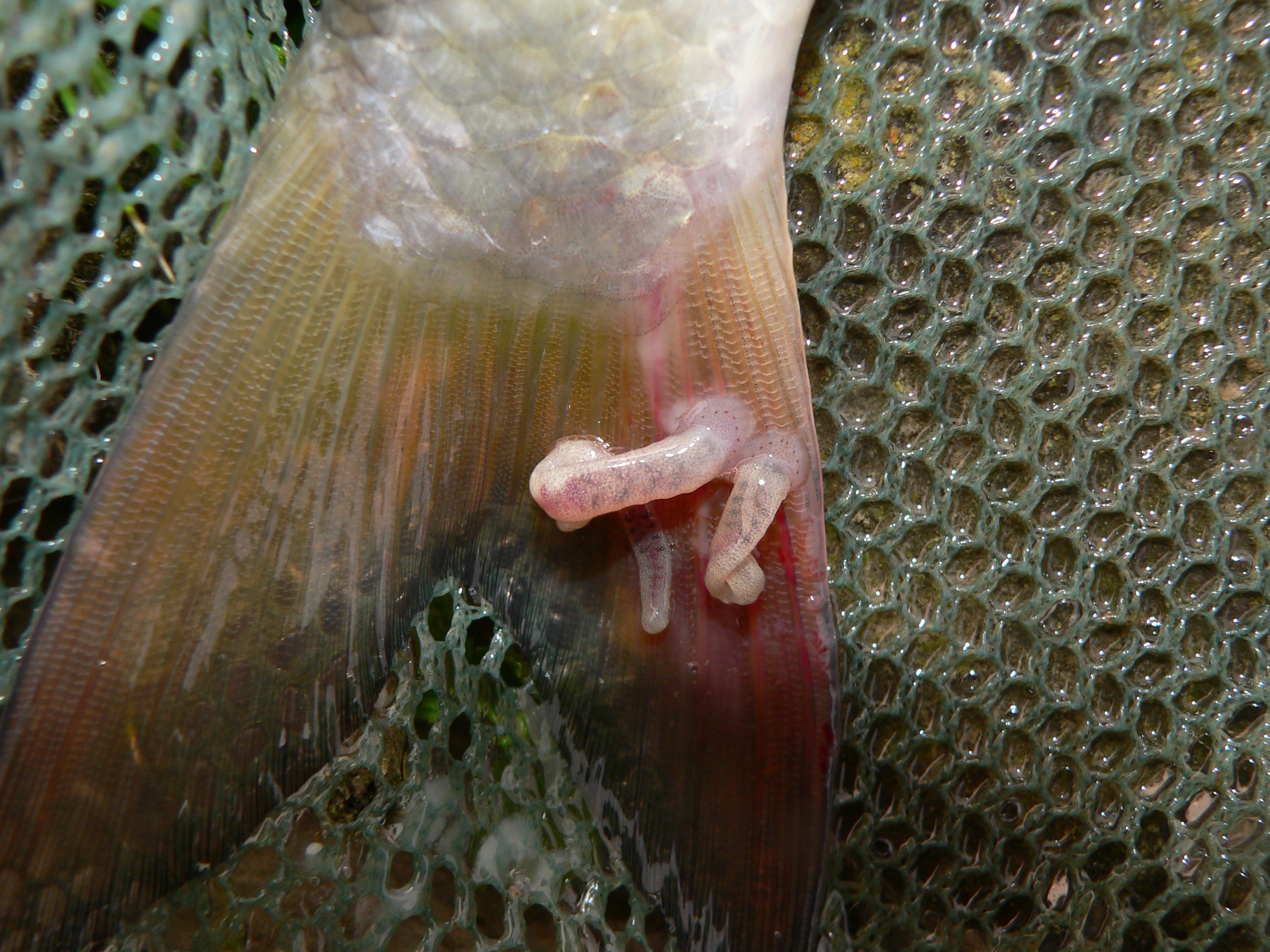
Visbloedzuiger (Cystobranchus respirans) in de Rijn op de staart van een blankvoorn. Bloedingen zijn zichtbaar distaal van de aanhechtingsplaats.

Een andere bloedzuiger is de visbloedzuiger (Piscicola geometra). Hij is vrij langgerekt en is groen met witte banden. Deze bloedzuiger leeft in vijvers, beken en sloten en blijft vooral aan stekelbaarsjes en snoek vastzitten. Hij leeft van het bloed van de vissen. Als de eitjes, die ze op de bodem van de vijver leggen uitkomen, zwemmen de kleine bloedzuigertjes naar een waterplant en klimmen ze erop om zich daarna aan een voorbijzwemmende vis vast te haken en het bloed op te zuigen. Ook andere soorten visbloedzuigers komen in België en Nederland voor.

### Eendenbloedzuiger
De eendenbloedzuiger (Theromyzon tessulatum) probeert zich vast te zetten op de snavel van een eend, waarna hij het neusgat binnendringt en vastzet om zich met bloed te voeden. Als hij zich volgegeten heeft verlaat hij de gastheer weer. Hij reageert op de schaduw en de golfbewegingen veroorzaakt door de eend.

### Paardenbloedzuigers
Een andere bekende soort is Limnatis nilotica, die in Algerije, Egypte en Syrië voorkomt en grote overlast veroorzaakt als hij zich vastzet op de neusgaten of op het slijmvlies van drinkende dieren. Ook kan hij zich vastzetten in andere inwendige openingen, ook bij mensen. Hij voedt zich met bloed en kan bloedarmoede en verstikking veroorzaken.
De in Nederland en België zeer algemeen voorkomende 'onechte paardenbloedzuiger' (Haemopis sanguisuga) verdient de naam bloedzuiger eigenlijk niet, want hij voedt zich vooral met slakken of rottend vlees.

## Beten
Er bestaan talloze huismiddeltjes die preventief tegen bloedzuigers zouden helpen, waarvan het effect betwist wordt. Het enige werkelijk effectieve preventieve middel tegen bloedzuigerbeten is het vermijden van de habitat van het dier.
Wanneer men toch gebeten wordt dan laat het dier meestal na ongeveer 20 minuten zelf los. De wond zal door de stollingsremmende middelen in het speeksel van de bloedzuiger langer bloeden dan gewoonlijk. Een beet van een bloedzuiger veroorzaakt geen levensbedreigend bloedverlies. Jeuk is een veel voorkomende klacht na een beet.
De manier om een bloedzuiger te verwijderen is door een vingernagel of ander plat object tussen het dier en de huid te schuiven. Omdat de bloedzuiger slechts vastzit door zuiging en niet door zich vast te bijten, leidt dit ertoe dat het dier wel los moet laten. Daarna kan de bloedzuiger simpelweg weggeveegd worden. In (Hollywood)films worden bloedzuigers vaak verwijderd door middel van vuur of brandende sigaretten. Het irriteren van de bloedzuiger met vuur, brandende sigaretten of azijn wordt echter afgeraden, daar het dier weliswaar loslaat, maar daarbij ook de maaginhoud met eventueel daarin aanwezige ziekteverwekkers uitbraakt.

## Taxonomie
De volgende taxa zijn bij de bloedzuigers ingedeeld:
- Infraklasse Acanthobdellidea
  - Orde Acanthobdellidea Livanow, 1905
    - Familie Acanthobdellida Grube, 1850
      - Onderfamilie Acanthobdellidae Grube, 1851
        - Geslacht Acanthobdella
          - Acanthobdella livanowi
          - Acanthobdella peledina
- Infraklasse Euhirudinea
  - Orde Arhynchobdellida
    - Onderorde Erpobdelliformes
      - Familie Erpobdellidae
      - Familie Gastrostomobdellidae
      - Familie Orobdellidae
      - Familie Salifidae

    - Onderorde Hirudiniformes
      - Familie Cylicobdellidae
      - Familie Haemadipsidae
      - Familie Haemopidae
      - Familie Hirudinidae
        - Onderfamilie Hirudinariinae
        - Onderfamilie Hirudininae
        - Onderfamilie Macrobdellinae
          - Geslacht Limnobdella
          - Geslacht Macrobdella
          - Geslacht Oxyuptychus
          - Geslacht Philobdella
            - Philobdella floridana (Verrill, 1874)[2]

          - Geslacht Pintobdella

        - Onderfamilie Ornithobdellinae
        - Onderfamilie Praobdellinae
        - Onderfamilie Richardsonianinae

      - Familie Semiscolecidae
      - Familie Xerobdellidae

  - Orde Rhynchobdellida
    - Familie Glossiphoniidae
    - Familie Ozobranchidae
    - Familie Piscicolidae

## In Nederland waargenomen soorten
- Genus: Alboglossiphonia
  - Alboglossiphonia heteroclita
  - Alboglossiphonia hyalina (Doorschijnende bloedzuiger)
  - Alboglossiphonia lata
  - Alboglossiphonia striata (Gestreepte bloedzuiger)
- Genus: Glossiphonia
  - Glossiphonia complanata (Brede bloedzuiger)
  - Glossiphonia concolor
  - Glossiphonia nebulosa
  - Glossiphonia paludosa
  - Glossiphonia verrucata
- Genus: Helobdella
  - Helobdella stagnalis (Tweeogige bloedzuiger)
- Genus: Hemiclepsis
  - Hemiclepsis marginata (Gezoomde bloedzuiger)
- Genus: Placobdella
  - Placobdella costata (Schildpadbloedzuiger)
- Genus: Theromyzon
  - Theromyzon tessulatum (Eendenbloedzuiger)